# Враня (село)
Вижте пояснителната страница за други значения на Враня.
Вра̀ня е село в Югозападна България. То се намира в община Сандански, област Благоевград.

## География
Селото е разположено в южните части на Пирин планина, на надморска височина 230 м, на 9 км южно от Мелник и на 7 км от ГКПП Кулата. Климатът е преходно-средиземноморски с горещо лято, ранна пролет, кратка есен и мека зима. Землището на Враня обхваща площ от 11939 дка, разпределени в 125 местности. Средните валежи на годишна база са 550 мм. Почвите са предимно излужени канелени горски. Теренът е хълмисто равнинен.
Природните условия благоприятстват за животновъдството и отглеждането на трайни насаждения, предимно лозя, както и земеделските култури – пшеница, сусам, царевица. Климатичните особености, релефът и географските особености на региона са предпоставка за лозарство и винарство, като произвежданото вино е с висок клас.
Тук вирее местният сорт Широка мелнишка лоза, прочут с хубавото вино, което се произвежда от него. От селото се разкриват гледки към планините Славянка, Сенгелска, Беласица, Огражден и Пирин.

## История
През XIX век Враня е чисто българско и се числи към Демирхисарската кааза на Османската империя. В „Етнография на вилаетите Адрианопол, Монастир и Салоника“, издадена в Константинопол в 1878 година и отразяваща статистиката на населението от 1873 година, Враня (Vrania) е посочено като село с 80 домакинства и 230 жители българи.
През 1891 година Георги Стрезов пише:
| „ | Враня, на СИ от Валовища 4 часа. Околност ридеста и плодородна. Има църква и училище. Четат смесено. 120 къщи българе. | “ |

Според статистиката на Васил Кънчов („Македония. Етнография и статистика“) към 1900 година във Враня живеят 480 българи-християни. Съгласно статистиката на секретаря на Българската екзархия Димитър Мишев („La Macédoine et sa Population Chrétienne“) в 1905 година селото (Vrania) вече се числи към Мелнишка кааза. Християнското му население се състои от 600 българи екзархисти. В селото има начално и прогимназиално българско училище с 2 учители и 31 ученици.
При избухването на Балканската война в 1912 година седем души от Враня са доброволци в Македоно-одринското опълчение.

## Население

### Етнически състав
Преброяване на населението през 2011 г.
Численост и дял на етническите групи според преброяването на населението през 2011 г.:
|                     | Численост |
| Общо                | 151       |
| Българи             | 148       |
| Турци               | -         |
| Цигани              | -         |
| Други               | 3         |
| Не се самоопределят | -         |
| Неотговорили        | -         |

## Редовни събития
Ежегодният събор на селото е в неделята преди църковния празник Свети дух.

## Природни забележителности
В селото се намира защитено вековно дърво от вида Източен чинар (Platanus orientalis) на възраст над 300 години, с височина около 10 м, тройно стъбло с обиколка около 120 см, за всяко от трите стъбла, намиращо се в имот с номер 000006 съгласно карта на възстановената собственост за землището на с. Враня, ЕКАТТЕ 12200, община Сандански, област Благоевград, с координати Х= 4467002,854 и Y= 8505104,209. През юли 2008 г. с помощта на Преслеров свердел се взема проба от дървото, според която възрастта на чинара е 620 г.

## Личности
Родени във Враня
- Атанас Спасов (Таската Серски) (1878 – 1923), български революционер;
- Георги Поцков (1883 – 1938), български революционер;
- Мицо Врански (Мицо Стоянов) (1866 – 1908), български революционер;
- Георги Куков, инженер, главен проектант на ПАВЕЦ „Чаира“, награден с  орден “Св. св. Кирил и Методий” огърлие за големите му заслуги за проектиране и реализация на най-значимите обекти на българската хидроенергетика през 2009 година;[12]
- Йорданка Поцкова, архитект, главен проектант на сградата на Военно медицинска академия – София;
- Христо Врански (1879 – 1905), български революционер от ВМОРО